# Андреев, Валентин Петрович
Валенти́н Петро́вич Андре́ев (22 февраля 1916, Симбирск, Симбирская губерния, Российская империя — 1 июня 2004, Йошкар-Ола, Марий Эл, Россия) — советский партийный и государственный деятель. Член Президиума Верховного Совета Марийской АССР V созыва, заместитель Председателя Совета Министров Марийской АССР (1946—1954), 1-й секретарь Йошкар-Олинского горкома КПСС (1955—1962), секретарь Марийского обкома КПСС (1954, 1962—1979). Делегат XXII съезда КПСС (1961). Член ВКП(б).

## Биография
Родился 22 февраля 1916 года в Симбирске (ныне Ульяновск). В 1940 году окончил Марийский политехнический институт им. М. Горького.
В 1942—1944 годах был главным инженером Юринского лестранхоза. Затем перешёл на политическую работу: в 1946—1954 годах — заместитель Председателя Совета Министров Марийской АССР, в 1954 году — секретарь Марийского обкома КПСС, в 1955—1962 годах — 1-й секретарь Йошкар-Олинского горкома КПСС, в 1962 году — председатель Марийского совнархоза, в 1962—1979 годах — вновь секретарь Марийского обкома партии.
В 1947—1980 годах избирался депутатом Верховного Совета Марийской АССР II—IX созывов.
В  1961 году был делегатом XXII съезда КПСС.
В 1999 году в Йошкар-Оле вышла в свет его книга «Страницы истории развития промышленности Марийской АССР (1945—1980)». 
Его многолетняя плодотворная деятельность в области политического и социально-экономического развития Марийской республики отмечена орденами Октябрьской Революции, Трудового Красного Знамени (трижды), «Знак Почёта», почётными грамотами Президиума Верховного Совета РСФСР (дважды) и Марийской АССР.
Ушёл из жизни 1 июня 2004 года в Йошкар-Оле. 

## Награды
- Орден Октябрьской Революции (1976)[1]
- Орден Трудового Красного Знамени (1951, 1966, 1971)[1]
- Орден «Знак Почёта» (1946)[1]
- Юбилейная медаль «За доблестный труд. В ознаменование 100-летия со дня рождения Владимира Ильича Ленина»
- Почётная грамота Президиума Верховного Совета РСФСР (1960, 1966)[1]
- Почётная грамота Президиума Верховного Совета Марийской АССР (1946, 1957, 1976)[1]